# 歌舞伎チャンネル
歌舞伎チャンネル（かぶきチャンネル）は、歌舞伎を中心として能、文楽、落語、日本舞踊など日本の伝統芸能を放送していた専門チャンネルである。株式会社衛星劇場（現：松竹ブロードキャスティング）の子会社である株式会社歌舞伎チャンネルが電気通信役務利用放送事業者としてスカパー!で衛星役務利用放送を行うほか、ケーブルテレビ局への配信を行っていた。

## 沿革
- 1996年12月11日 - 株式会社伝統文化放送設立。
- 1997年5月1日 - 「伝統文化放送・カルチャーチャンネル」の名称で、パーフェクTV!（後のスカパー!プレミアムサービス（標準画質））で放送開始。
- 2003年7月1日 - 「歌舞伎チャンネル」にチャンネル名変更。
- 2008年8月15日 - 株式会社歌舞伎チャンネル設立。
- 2009年1月26日 - 松竹が株式会社伝統文化放送の解散を発表。
- 2009年4月1日 - 株式会社歌舞伎チャンネルが歌舞伎チャンネルの運営を承継。視聴料金を月額2940円（税込）に変更。
- 2011年3月31日 - 歌舞伎チャンネルの配信を終了。番組の一部は衛星劇場が受け継ぐ。